# STS-47
STS-47 var den femtionde flygningen i det amerikanska rymdfärjeprogrammet, den andra flygningen med rymdfärjan Endeavour. Den sköts upp från Pad 39B vid Kennedy Space Center i Florida den 12 september 1992. Efter nästan åtta dagar i omloppsbana runt jorden återinträdde rymdfärjan i jordens atmosfär och landade vid Kennedy Space Center.